# Зменшена статична стійкість літака
В авіації, зменшена статична стійкість літака це тенденція літака змінювати свою орієнтацію у просторі і кут крену по власній волі. Літак із зменшеною статичною стійкістю буде здійснювати гойдання у вигляді простого гармонічного руху довкола конкретного положення із збільшенням амплітуди.
Це можна протиставити поведінці літака із позитивною стійкістю, який, відрегульований летіти в заданому положенні, буде продовжувати робити це за відсутності контролюючих команд, а при збуреннях буде здійснювати гармонічні коливання зменшуючи амплітуду довкола і зрештою повернеться до встановленого положення. Позитивно стійкий літак також чинитиме протидію будь-якому руху, що утворює крен. Літак Cessna 152 є прикладом стабільного літака. Аналогічно, літак із нейтральною стійкістю не повернеться до встановленого положення без керуючої дії, але буде здійснювати постійне встановлене гармонічне коливання довкола встановленої позиції, не збільшуючи і не зменшуючи амплітуду коливання, і буде сприйнятливим до дії крену.

## Навмисна нестабільність

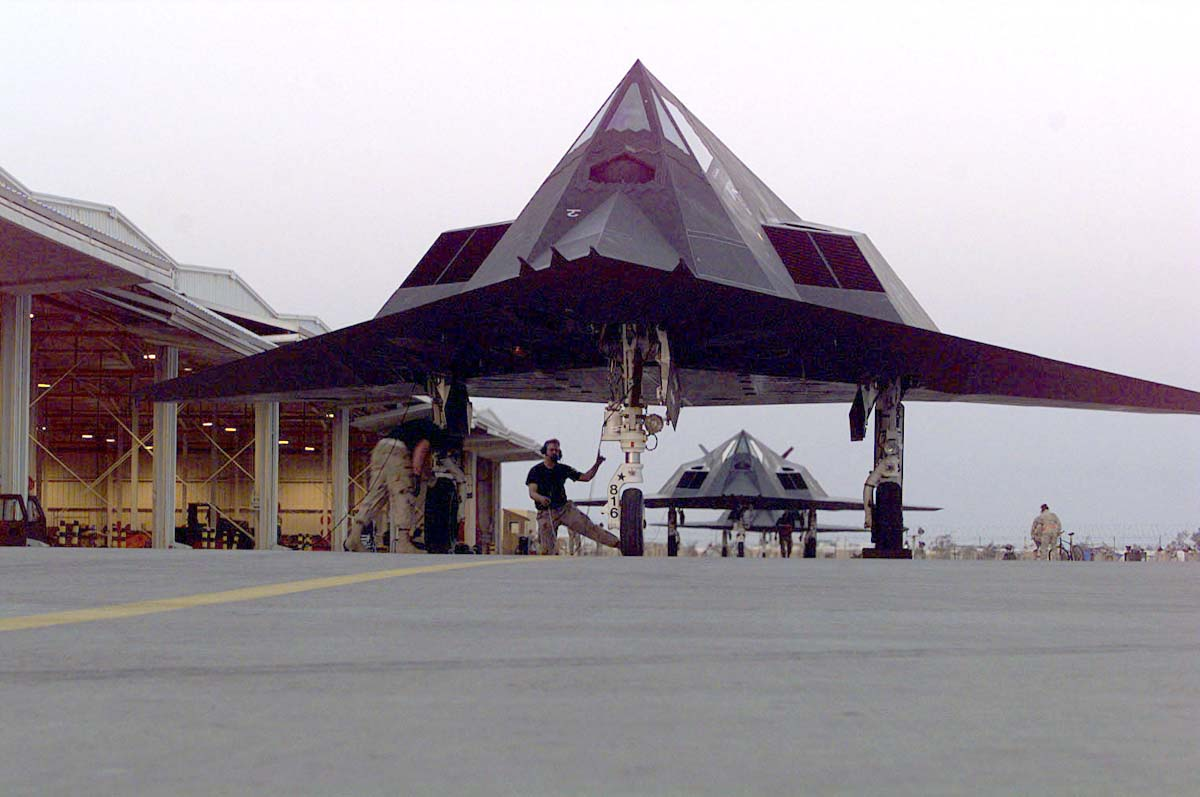
Lockheed F-117 Nighthawk має по суті не стабільний дизайн.

У винищувачах останніх поколінь часто застосовують елементи дизайну які зменшують стабільність задля досягнення надманевровості. Більша стабільність призводить до меншого значення рухів керма, отже, менш стабільні літаки швидше реагують на команди пілота.
Менш стабільний літак потребує меншого вигину керма, щоб розпочати маневрування; як наслідок, аеродинамічний опір і напруження керма зменшаться і реаговність літака поліпшиться. Оскільки такі характеристики зроблять керування літаком для пілота складнішим або й неможливим, то за дотриманням стабільності стежитимуть комп'ютеризовані системи, сервоприводи і сенсори як частини ЕДСУ.